# Paengaroa
Paengaroa – miasto w Nowej Zelandii, na Wyspie Północnej, w regionie Zatoka Obfitości.